# Dodge EPIC
De Dodge EPIC was een conceptauto van Chrysler uit 1992. EPIC stond voor Electric Power Interurban Commuter of elektrisch aangedreven pendelvoertuig. De auto werd getoond op de North American International Auto Show. De EPIC was een hybride auto met een vier-in-lijnmotor en een elektromotor op nikkel-ijzerbatterijen. De voor die tijd futuristische ovale carrosseriestijl vormde een inspiratiebron voor de latere derde generatie van de Chrysler Voyager. De EPIC was ook een van de vroegste hybrides.